# Дијагноза: Убиство (1. сезона)
Прва сезона серије Дијагноза: Убиство емитована је од 29. октобра 1993. до 13. маја 1994. године петком у 20 часова. Сезону је на ДВД-у издао Paramount Home Video. У ДВД је укључена и епизода "Није ми пало на памет" из четврте сезоне серије Џејк и Дебели.

## Опис
На почетку серије, Викторија Ровел је преузела лик Аманде Бентли који је у филмовима тумачила Синтија Гиб. Уместо Стивена Кефрија који је тумачио др. Џека Паркера и Мариет Хартли која је тумачила Кејт Хамилтон, пословођу болнице (само  у прва 2 ТВ филма), у главну поставу су дошли Скот Бајо као др. Џек Стјуарт и Мајкл Тучи као пословођа болнице Норман Бригс. У главну поставу је ушла и Делорес Хал као тајница др. Слоуна Делорес Мичел.

## Улоге
- Дик ван Дајк као др. Марк Слоун
- Скот Бајо као др. Џек Стјуарт
- Викторија Ровел као др. Аманда Бентли
- Бери ван Дајк као Стив Слоун
- Мајкл Тучи као Норман Бригс
- Делорес Хал као Делорес Мичел

## Епизоде
| Бр. еп. (укупно) | Бр. еп. (у сезони) | Наслов                       | Редитељ               | Сценариста                                                                    | Премијера          | Гледаност у САД-у (милиони) |
| --- | ------------------ | ---------------------------- | --------------------- | ----------------------------------------------------------------------------- | ------------------ | --------------------------- |
| 1 | 1                  | "Чудотворни лек"             | Мајкл Ленг            | Џејмс Крејмер                                                                 | 29. октобар 1993.  | 14.60                       |
| Др. Марк Слоун истражује смрт због саобраћајне несреће у шта је можда укључено и исповедање једног свештеника.                                                                          |                    |                              |                       |                                                                               |                    |                             |
| 2 | 2                  | "Губитак памћења"            | Мајкл Ленг            | Синопсис: Џојс Бурдит Сценарио: Џојс Бурдит, Дејвид Хофман и Лесли Дарил Зерг | 5. новембар 1993.  | 12.70                       |
| Једна болесница тврди да је изгубила памћење, али је Слоуна прчкање по њеној прошлости довело до мафијашког шефа и плана да она можда жели да убије сенатора који је примљен у болницу. |                    |                              |                       |                                                                               |                    |                             |
| 3 | 3                  | "Убиство у Телетону"         | Ансон Вилијамс        | Венс ДеЏенерес                                                                | 12. новембар 1993. | 12.50                       |
| Комичар који је водио Телетон за болницу је убијен па је Слоун кренуо да истражи. |                    |                              |                       |                                                                               |                    |                             |
| 4 | 4                  | "Наслеђе смрти"              | Френк Такери          | Џери Конвеј                                                                   | 19. новембар 1993. | 12.40                       |
| Један милионер је умро пошто је објавио да намерава да остави своје богатство болници − па Слоун сумња на милионерове потомке.                                                          |                    |                              |                       |                                                                               |                    |                             |
| 5 | 5                  | "Човек од 13 милиона долара" | Ансон Вилијамс        | Гордон Т. Досон                                                               | 3. децембар 1993.  | 12.50                       |
| Кад му је човек на самрти дао срећку која вреди милионе, Слоун мора да се избори са конкуренцијом како би дао новац сиротишту.                                                          |                    |                              |                       |                                                                               |                    |                             |
| 6 | 6                  | "Чин нестајања (1. део)"     | Кристијан И. Најби II | Брус Френклин Сингер                                                          | 10. децембар 1993. | 11.20                       |
| Стиву је смештено убиство детектива Унутрашње контроле. |                    |                              |                       |                                                                               |                    |                             |
| 7 | 7                  | "Чин нестајања (2. део)"     | Кристијан И. Најби II | Брус Френклин Сингер                                                          | 17. децембар 1993. | 11.10                       |
| Слоун и Џек користе везе у подземљу како би открили ко смешта Стиву. |                    |                              |                       |                                                                               |                    |                             |
| 8 | 8                  | "Шандина песма"              | Нима Барнет           | Крег Волк                                                                     | 7. јануар 1994.    | 14.80                       |
| Слоун лови уходу једне поп певачице звезде. |                    |                              |                       |                                                                               |                    |                             |
| 9 | 9                  | "Немирни остаци"             | Кристијан И. Најби II | Синопсис: Робет Шлит Сценарио:Џон хил                                         | 14. јануар 1994.   | 16.20                       |
| Тело финансијског гуруа нестало је без трага. |                    |                              |                       |                                                                               |                    |                             |
| 10 | 10                 | "Убиство огледалима"         | Ансон Вилијамс        | Џери Конвеј                                                                   | 21. јануар 1994.   | 16.80                       |
| Слоун ради на доказивању пријатељеве невиности за убиство мађионичара. |                    |                              |                       |                                                                               |                    |                             |
| 11 | 11                 | "Плес са смрћу"              | Кристијан И. Најби II | Џери Конвеј                                                                   | 28. јануар 1994.   | 17.20                       |
| Слоун користи неколико трагова како би октрио ко је одговоран за смрт сувласника плесне школе кога нико баш није волео.                                                                 |                    |                              |                       |                                                                               |                    |                             |
| 12 | 12                 | "На окупу са убиством"       | Ансон Вилијамс        | Робин Меден                                                                   | 4. фебруар 1994.   | 16.30                       |
| Аманда је осумњичена да је убила другарицу са факултета која је писала књигу по догађајима са својим сестрама из сестринства.                                                           |                    |                              |                       |                                                                               |                    |                             |
| 13 | 13                 | "Лили"                       | Френк Такери          | Џери Конвеј                                                                   | 4. март 1994.      | 16.60                       |
| Када је девојка која је радила као пословна пратња и која је уцењивала неке своје муштерије завршила мртва, Марк прекопава по њеним муштеријама да би открио ко је убица.               |                    |                              |                       |                                                                               |                    |                             |
| 14 | 14                 | "Анђео чувак"                | Кристијан И. Најби II | Брус Френклин Сингер                                                          | 1. април 1994.     | 13.30                       |
| Када је градоначелник убијен, Слоун истражује чудно понашање његове удовице. |                    |                              |                       |                                                                               |                    |                             |
| 15 | 15                 | "Нирвана"                    | Кристијан И. Најби II | Питер Дан                                                                     | 8. април 1994.     | 13.60                       |
| Слоун прати пар трагова у бањи у својој истрази убиства једног преваранта. |                    |                              |                       |                                                                               |                    |                             |
| 16 | 16                 | "Емитовање блуза"            | Кристијан И. Најби II | James Kramer                                                                  | 15. април 1994.    | 15.30                       |
| Робијаш ког је Слоун прегледао узео је све као таоце у болници − а две смрти су се десиле током тог стања.                                                                              |                    |                              |                       |                                                                               |                    |                             |
| 17 | 17                 | "Земљотрес"                  | Алан Мајерсон         | Џери Конвеј                                                                   | 29. април 1994.    | 13.60                       |
| Слоун сумња на насилну смрт када му је пријатељ умро током земљотреса. |                    |                              |                       |                                                                               |                    |                             |
| 18 | 18                 | "Куга"                       | Питер Елис            | Џери Конвеј                                                                   | 6. мај 1994.       | 13.90                       |
| Слоун сумња да је неко намерно заразио плаћеног убицу бубонском кугом. |                    |                              |                       |                                                                               |                    |                             |
| 19 | 19                 | "Сестра Мајкл жели вас"      | Лео Пен               | Џојс Бурдит                                                                   | 13. мај 1994.      | 13.70                       |
| Слоун је отишао на тајни задатак као свештеник како би помогао једној калуђерици да ухвати убицу у свом самостану.                                                                      |                    |                              |                       |                                                                               |                    |                             |